# Lagoa Ojo de Liebre
A Lagoa Ojo de Liebre é uma laguna costeira hipersalina, localizada no estado de Baja California Sur, no México. Faz parte da Reserva da Biosfera El Vizcaíno. É um Patrimônio Natural da Humanidade tombado pela Organização das Nações Unidas para a Educação, a Ciência e a Cultura (UNESCO), no ano de 1993.
Por ser tratar de uma área natural protegida, não há povoados em suas imediações. Só é permitida a realização de pescas e turismo de baixo impacto.

## Fauna
Nas imediações da lagoa pode-se avistar 130 espécies de aves, entre elas os pelicanos pardos e cinzentos, o ganso-colar e o falcão-peregrino. Na fauna aquática encontram-se as baleias-cinzentas, baleia azul, foca, leão-marinho do norte, tartarugas marinhas, a lagosta vermelha, vieira, amêijoa, polvo e caracol, entre outras.

## Refúgio de baleias
Na data de 14 de janeiro de 1972, foi decretado pelo presidente mexicano que as águas da Reserva da Biosfera passariam a ser área protegida de refúgio para baleias.
Por possuir condições ideais de batimetria, temperatura e salinidade, a Lagoa Ojo de Liebre é um dos principais refúgios das baleias-cinzentas, que se abrigam na lagoa, entre os meses de dezembro e abril, para acasalar, reproduzir e criar seus filhotes.
Em janeiro de 2014, pesquisadores encontraram o primeiro caso de baleias cinzentas siamesas. Elas estavam mortas, tinham aproximadamente dois metros.